# Douglas AC-47 Spooky
Pour les articles homonymes, voir AC 47.

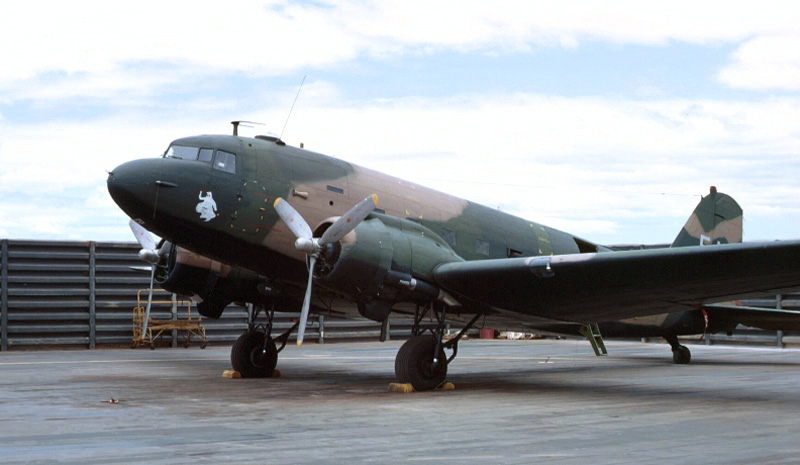
AC-47 Spooky.

Le Douglas AC-47 Spooky a été le premier avion d'une série de gunships d'attaque au sol et d'appui aérien rapproché développés par l'United States Air Force durant la guerre du Viêt Nam. Basé sur le Douglas C-47 Skytrain, il fut également connu sous le pseudonyme de Puff, the Magic Dragon, référence à la chanson de Peter, Paul and Mary de 1963.
Cet avion a été remplacé par le Fairchild AC-119 Shadow et Stinger, puis par le Lockheed AC-130 Spectre.

## Conception et développement
L'AC-47 était un C-47 (la version militaire du DC-3) de l'United States Air Force, qui avait été modifié par le montage de trois miniguns General Electric de 7,62 mm, pour tirer à travers deux fenêtres à l'arrière et la porte de chargement latérale du côté gauche de l'avion. D'autres configurations d'armement pouvaient également être trouvées sur des C-47 similaires basés à travers le monde. Les armes étaient actionnées par une commande sur le manche du pilote, où il pouvait contrôler les armes à feu, soit individuellement ou ensemble, bien que des artilleurs étaient aussi parmi l'équipage pour pallier les enrayements des armes à feu et autres problèmes. La fonction principale de l'avion était l'appui aérien rapproché des troupes au sol et il pouvait tourner autour de la cible pendant des heures, fournissant un tir de suppression. La couverture d'un Spooky avait une superficie elliptique[Quoi ?] d'environ 47,5 m de diamètre, frappant 2,2 m par des rafales de trois secondes. L'avion pouvait emporter des fusées éclairantes, qu'il pouvait lancer pour éclairer le champ de bataille.

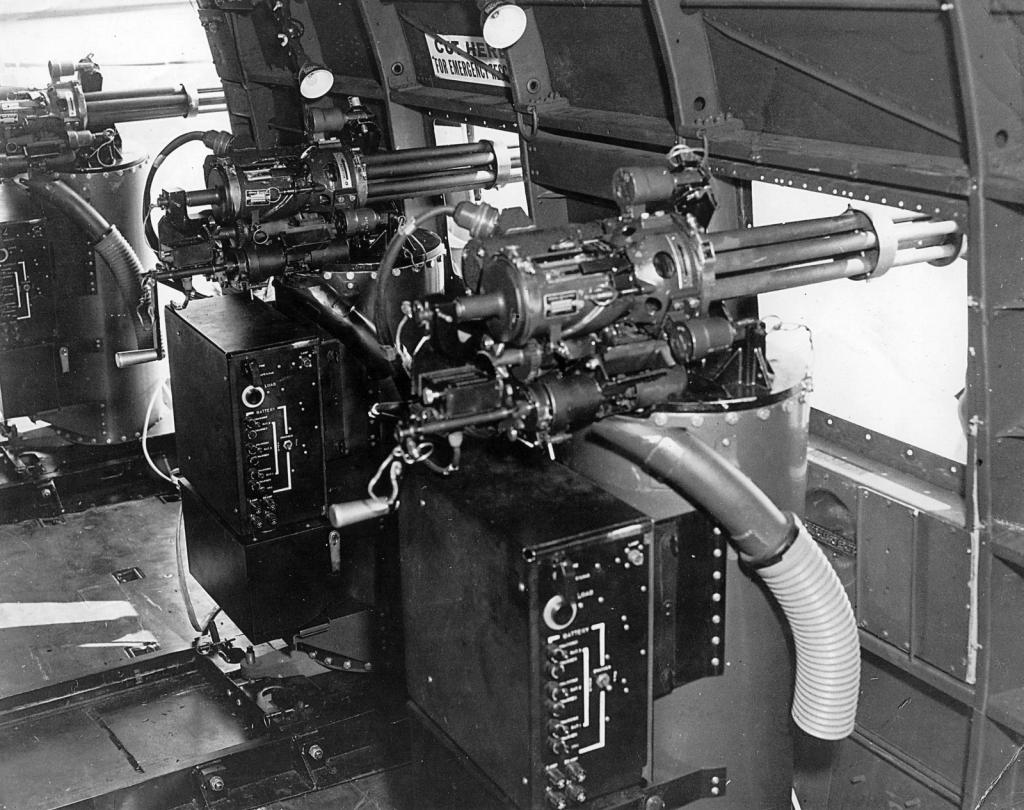
Intérieur de l'appareil, avec les trois MXU-470/A minigun.

Lorsque l'AC-47 fut lancé, il n'y avait pas de conceptions précédentes pour jauger dans quelle mesure le concept serait efficace. L'US Air Force se trouvait dans une situation précaire, lorsque les demandes pour des avions de combat supplémentaires commencèrent à affluer. Il n'avait tout simplement pas assez de miniguns pour équiper les aéronefs supplémentaires après les deux premières conversions. Les quatre avions suivants furent équipés de dix mitrailleuses AN/M2 de calibre .30 (7,62 mm). On découvrit rapidement que ces armes, qui utilisaient des stocks de munitions de la Seconde Guerre mondiale et de la guerre de Corée, s'enrayaient facilement, produisaient de grandes quantités de gaz, et un groupe de dix mitrailleuses ne suffisait pas à fournir la densité de feu d'un minigun unique. Les quatre avions furent tous modernisés à la configuration d'armement standard lorsque des miniguns supplémentaires furent disponibles.
L'AC-47 utilisait initialement des nacelles SUU-11/A d'armes à feu qui ont été installés sur des montures de fabrication locale pour le gunship. Emerson Electric mit finalement au point le MXU-470/A pour remplacer ces nacelles. Elles furent également utilisés sur les avions de combat ultérieurs.

## Histoire opérationnelle

### US Air Force
En août 1964, les années d'expérimentation des avions gunship atteignit un nouveau pic avec le projet « Tailchaser », sous la direction du capitaine John C. Simons. Ce test consistait à la conversion d'un seul Convair C-131B pour pouvoir tirer avec un Minigun GAU-2/A avec un angle descendant sur le côté gauche de l'avion.
Il fut découvert qu'il était très facile pour le pilote en effectuant un pylon turn (en) d'atteindre une zone cible stationnaire avec une bonne précision relative. Des essais furent menés à Eglin Air Force Base, en Floride, par l'Armament Development and Test Center (en) (ADTC), mais furent suspendus après l'essai initial par manque de crédits. En 1964, le capitaine Ron W. Terry fut de retour en service temporaire au Viêt Nam, dans le cadre d'une équipe de l'Air Force Systems Command (en) pour examiner tous les aspects des opérations aériennes dans le cadre de la guerre anti-insurrectionnelle, où il avait noté l'utilité des C-47 et C-123 en rotation comme éclaireurs au cours d'attaques de nuit de hameaux fortifiés. Il reçut la permission d'effectuer un test de tir réel en utilisant le C-131 et relança le programme gunship à feu latéral.
En octobre, un C-47D fut fourni par l'équipe du capitaine Terry dans le cadre du projet gunship, et transformé de manière similaire à celui de l'avion du projet Tailchaser, armé de trois miniguns. Ceux-ci furent d'abord montés sur des éléments de fabrication locale, principalement avec des nacelles (SUU-11/A) (en) de façon à leur permettre un tir distant côté bâbord. Le capitaine Terry et une équipe de test arrivèrent à Bien Hoa Air Base, au Sud-Viêt Nam, le 2 décembre 1964, avec l'équipement nécessaire pour modifier deux C-47. Le premier avion de test (43-48579, un C-47B-5-DK de transport de courrier C-47B-5-DK transformé en C-47D standard par retrait de sa suralimentation) était prêt le 11 décembre, le second le 15 décembre, et les deux furent alloués à la 1re Air Commando Squadron pour les tests de combat. Le nouvellement-baptisé FC-47, opéra souvent sous l'indicatif d'appel radio « Puff ». Sa principale mission visait à protéger les villages, les hameaux et le personnel contre des attaques de masse par des unités de guérilla.
Le premier succès significatif du Puff eut lieu dans la nuit du 23 au 24 décembre 1964. Le CF-47 arriva sur l'avant-poste des Forces Spéciales à Tranh Yend, dans le delta du Mékong, seulement 37 minutes après la demande d'appui aérien, il tira 4 500 cartouches, et cassa l'attaque Viet Cong. Le FC-47 fut ensuite appelé pour soutenir un deuxième avant-poste à Trung Hung, à environ 20 miles de là. L'avion repoussa de nouveau l'attaque Viet Cong, les forçant au repli. Entre le 15 et le 26 décembre, le FC-47 effectua seize sorties de combat, toutes réussies. Le 8 février 1965, un avion CF-47, au-dessus de la zone de Bong Son des hauts plateaux du centre du Viêt Nam, montra ses capacités à contrer une offensive Viet Cong. Pendant plus de quatre heures, il tira 20 500 coups sur une position Viet Cong au sommet d'une colline, tuant environ 300 soldats.
Les premiers essais du gunship furent si prometteurs que le deuxième avion fut envoyé aux États-Unis début 1965 pour former les équipages. En juillet 1965, l'état major de l'US Air Force ordonna au Tactical Air Command (TAC) de créer un escadron de AC-47. En novembre 1965, un total de cinq avions évoluaient avec le 4e Escadron Air Commando, formé en août comme première unité opérationnelle, et, fin 1965, un total de 26 avions avaient été transformés. Le 8e Détachement d'instruction du 1st Air Commando Wing, fut alors établi à Forbes AFB (en), au Kansas. En vue de l'opération Big Shoot, la dotation du 4e ACS au Viêt Nam fut portée à vingt AC-47 (seize avions opérationnels et quatre de réserve).
Le 4e ACS fut déployé à Tan Son Nhut Air Base, au Viêt Nam, le 14 novembre 1965. Il utilisait alors l'indicatif d'appel « Spooky ». Chacun des trois miniguns de 7,62 mm pourrait être sélectivement réglé à une cadence de feu de 50 ou 100 coups par seconde. Tournant par la gauche autour de la cible à une vitesse de 120 nœuds et une altitude de 3 000 pieds, l'avion de combat pouvait mettre une balle ou une traçante lumineuse rouge (une tous les cinq coups) dans chaque mètre carré d'une cible grande comme un terrain de football en trois secondes et, aussi longtemps que les 45 fusées et les 24 000 coups, approvisionnement de base en munitions, n'étaient pas épuisés, il pouvait le faire par intermittence tout en restant sur la cible pendant des heures.

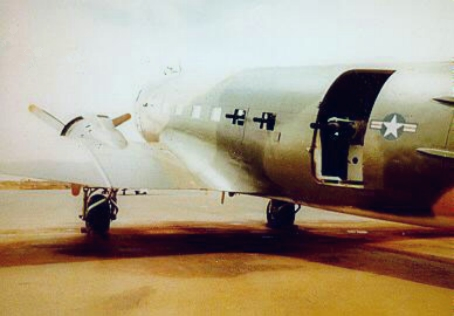
AC-47 à la base de Nha Trang au Sud Vietnam

En mai 1966, l'escadron se déplaça au nord à la base aérienne Nha Trang pour se joindre au nouvellement activé 14th Air Commando Wing. Le 3 rd Air Commando Squadron fut activé à Nha Trang, le 5 avril 1968 comme deuxième escadre d'AC-47, avec deux escadrons rebaptisés Special Operations Squadrons le 1er août 1968. Les vols des deux escadrons étaient stationnés dans des bases dans tout le Sud Viêt Nam, et un vol du 4e SOS servi à Udorn Royal Thai Air Force Base (en) avec le 432nd Tactical Reconnaissance Wing (en). Le travail remarquable des deux escadrons d'AC-47, chacun avec seize AC-47 pilotés par des équipages plus jeunes que leurs avions, fut sans aucun doute un facteur clé de l'attribution de la Presidential Unit Citation au 14th Air Commando Wing en juin 1968.
L'une des batailles les plus médiatisées de la guerre du Viêt Nam fut le siège de Khe Sanh au début de 1968, connue sous le nom d’Opération Niagara (en). Plus de 24 000 engagements et 2 700 frappes de B-52 larguèrent 110 000 tonnes de munitions dans des attaques qui comptaient en moyenne plus de 300 sorties par jour. Au cours des deux mois et demi de combat dans cette zone minuscule, les chasseurs étaient en l'air jour et nuit. La nuit, les avions d'attaque AC-47 maintenaient un barrage de feu constant les troupes ennemies. Dans l'obscurité, les AC-47 fournissaient un éclairage contre les troupes ennemies.
Le gunship AC-47D ne doit pas être confondu avec un petit nombre de C-47 qui ont été équipés de matériel électronique dans les années 1950. Avant 1962, ces avions furent désignés AC-47D. Quand le nouveau système de désignation fut adopté, en 1962, ils devinrent des CE-47D. Les avions d'attaque d'origine avaient été désignés FC-47D par l'United States Air Force, mais avec des protestations de pilotes de chasse, cette désignation fut changée en AC-47D en 1965. Des 53 avions convertis en configuration AC-47, 41 servirent au Viêt Nam et 19 furent perdus en tout, dont douze en combat. Les rapports de combat indiquent qu'aucun des villages ou hameaux sous la protection de l'escadron Spooky ne fut perdu, et il existe une pléthore de rapports de civils et de militaires sur des AC-47 venant à leur secours et sauvant leurs vies.
Quand les États-Unis commencèrent le Projet Gunship II et Projet Gunship III, un grand nombre des AC-47D restants furent transférées à la Force aérienne du Sud Vietnam (AFVN), la Royal Air Force Lao (en) (RLAF), et du Cambodge, après que le prince Sihanouk fut renversé par le général Lon Nol.

## Autres forces aériennes
Des AC-47 sont encore en usage en Colombie, où ils sont connus par des civils comme Avion fantasma (avions fantômes). Ils sont exploités par la force aérienne locale en opérations anti-insurrectionnelles, en conjonction avec des hélicoptères Arpia AH-60 (une variante armée de l'UH-60) et Cessna A-37 Dragonfly contre des groupes armés locaux illégaux.
En 1970, l'Armée de l'Air indonésienne a transformé un ancien C-47 civil. Le C-47 a été armé de trois mitrailleuses de calibre .50. Au cours de l'année 1975, la force aérienne indonésienne a utilisé son AC-47 lors de l'invasion indonésienne du Timor oriental pour attaquer la ville de Dili. Plus tard, l'AC-47 a été utilisé dans l'armée indonésienne pour des missions d'appui aérien rapproché (CAS - Close Air Support) au Timor oriental. Une date de retrait est inconnue.
À la fin de 1984-85, les États-Unis ont fourni deux avions de combat AC-47 à la Force aérienne du Salvador et les équipages ont été formés pour exploiter ces systèmes. L'armement des CA-47 consistait en trois mitrailleuses de calibre .50. Comme le FAS avait longtemps utilisé des C-47, il était facile pour les États-Unis de former les pilotes et membres d'équipage à exploiter l'avion en tant que plate-forme de tir. Tous comptes faits le AC-47 est devenu l'arme la plus efficace dans l'arsenal du SAF.
Des variantes de l'AC-47 sur la base de diverses versions de la cellule, y compris le BT-67, ont été utilisées par le Laos, le Cambodge, l'Afrique du Sud, El Salvador et la Rhodésie, pour n'en citer que quelques-uns, et avec une variété de configurations d'armes, y compris des canons Gatling de différents types, et des mitrailleuses moyennes ou lourdes et autocannons (le « Dragon DAKS » d'Afrique du Sud était connu pour s'adapter aux canons de 20 mm). La Force aérienne taïwanaise a également converti une partie de ses C-47 en avions de combat. Ces machines étaient armées de mitrailleuses M2, qui provenaient sûrement d'avions de chasse F-86 réformes.

## Opérateurs
Afrique du Sud
- South African Air Force

 Cambodge
- Force aérienne royale cambodgienne

 Colombie
- Colombian Air Force

 États-Unis
- United States Air Force

 Indonésie
- Force aérienne de l'armée nationale indonésienne ex-civils C-47 transformés en Gunship

 Laos
- Royal Lao Air Force (en)

 Philippines
- Force aérienne philippine

 Rhodésie du Sud
- Rhodesian Air Force operated locally built gunship modification of C-47 aircraft.

 Salvador
- Force aérienne salvadorienne

 Thaïlande
- Royal Thai Air Force

 Viêt Nam du Sud
- Vietnam Air Force

## Avions exposés
- L'AC-47D Spooky, s/n 43-15510 est exposé à l'Air Commando Park, Hurlburt Field, en Floride[3].

## Dans la culture populaire
- L'album Agent Orange, du groupe allemand de Thrash metal Sodom en 1989, tourne essentiellement autour des thèmes la guerre du Viêt Nam, dispose d'une piste nommée « Magic Dragon ». Le dessin de l'album pochette représente également le tireur d'un AC-47 en action ;
- Le développement et les premiers déploiements de l'AC-47 est le sujet de The Bird Gooney par William C. Anderson. Anderson est allé au Viêt Nam pour la recherche de ce roman, qui dispose d'une histoire de fiction écrite autour d'un certain nombre de faits historiques ;
- Dans le film The Green Berets, une frappe d'un AC-47 permet aux forces américaines et sud-vietnamiennes de reprendre leur Fire Support Base, après l'avoir perdu après toute une nuit de combat ;
- Un AC-47 apparaît également dans Battlefield Vietnam.
- Dans le Jeu Rising Storm 2: Vietnam, le commandant US peut demander l'intervention d'un AC-47 sur le champ de bataille

### Développement lié
- Douglas C-47 Skytrain
- Douglas DC-3

### Aéronefs comparables
- AC-119 gunship
- Fairchild NC-123K
- Lockheed AC-130
- Lockheed AP-2H Neptune

### Ordre de désignation
Project Gunship I - II - III